# کارولین آرون
کارولین آرون (به انگلیسی: Caroline Aaron) (زاده ۷ اوت ۱۹۵۲) بازیگر آمریکایی است. از فیلم‌هایی که او در آن بازی کرده‌است، می‌توان به جو دِرْت، ادوارد دست‌قیچی، رنگ‌های اصلی، اعداد شانس، گزاف‌گویی، آجیل مخلوط، بازنویسی، شما اهل کدام سیاره هستید؟، به ۵ و سکه ۱۰ سنتی برگرد، این زندگی من است، روابط مدرن و نانسی درو اشاره کرد.